# Parque General Paz

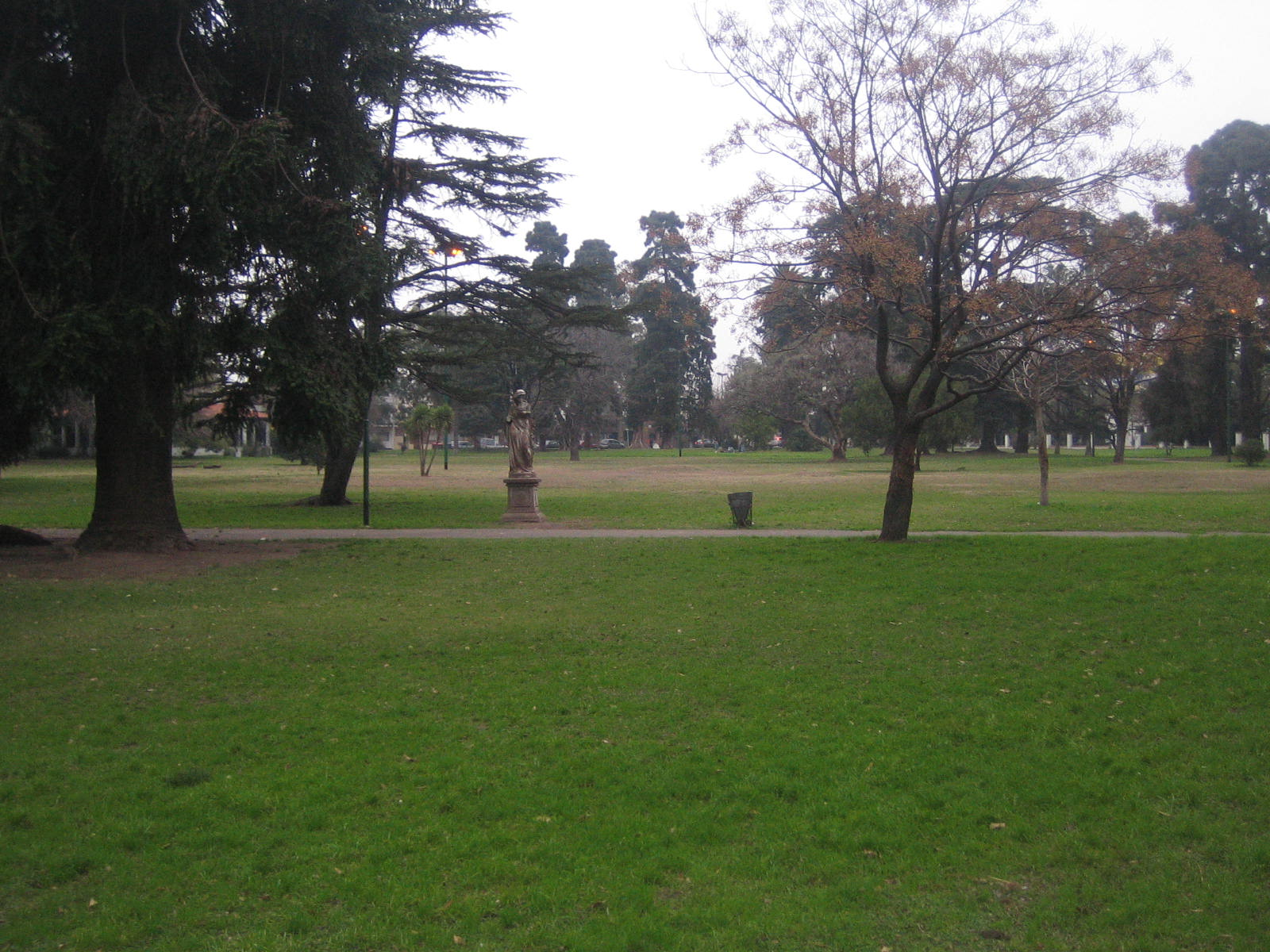
Vista amplia.

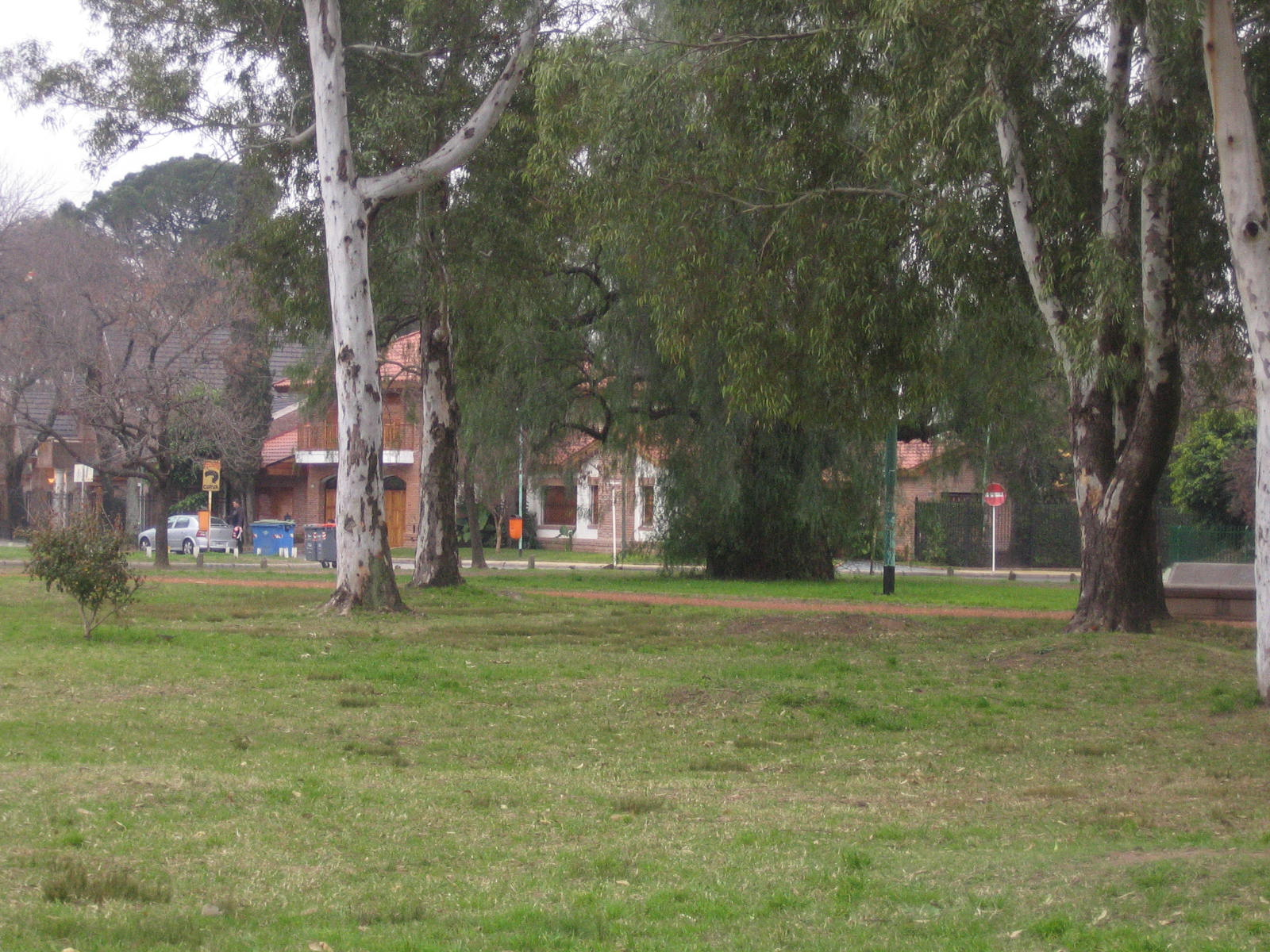
Eucaliptos.

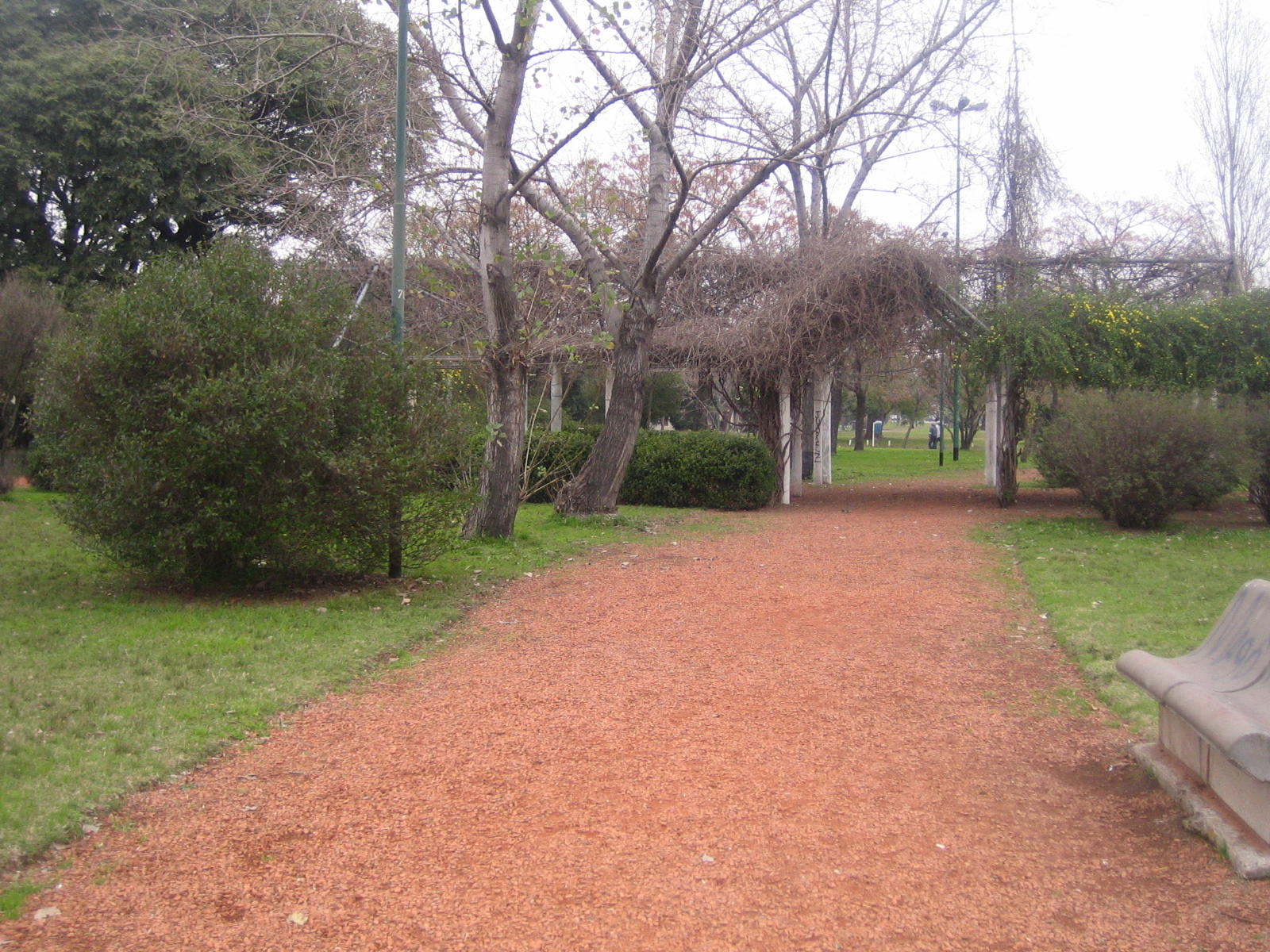
Camino interior.

El Parque General Paz es un tradicional parque ubicado entre la avenida Crisólogo Larralde, la Avenida General Paz y la calle Aizpurua en el barrio de Saavedra en la ciudad de Buenos Aires,  Argentina.
Su tamaño es de 8 ha y su nombre homenajea al general cordobés José María Paz.
Es uno de los límites del Barrio Residencial Cornelio Saavedra.

## Historia
Luis María Saavedra poseía una chacra que contaba con una casa principal de arquitectura italianizante construida entre 1870 y 1880. Junto a ella existían dependencias para el personal de servicio, vivienda para el mayordomo, cocheras, galpones para la cría de toros y caballos, corrales para ovejas, cabras y cerdos, un palomar y un tambo. Poco después construyó un lago artificial y delineó la forestación de un parque en los alrededores de la casa, que son los que conforman el actual Parque General Paz.
Entre los árboles que plantó hubo un ejemplar de timbó que aun sobrevive, y que el 11 de mayo de 2013 por ley n.° 4527 de la Ciudad de Buenos Aires se lo incorporó al Registro de Árboles Históricos y Notables. Esta ley se redactó gracias a una iniciativa del diputado socialista Adrián Camps, quien se interesó en un pedido de la Junta de Estudios Históricos de Núñez y Saavedra.

## Instalaciones
Junto al parque se encuentra el Museo Histórico de Buenos Aires Cornelio de Saavedra, inaugurado el 25 de mayo de 1942. 
En él se encuentra el acta original de la fundación del barrio de Saavedra, hecho ocurrido el 27 de abril de 1873.

## Comunicación y acceso al parque
Bien comunicado por encontrarse al costado de la Avenida General Paz, además pasan por las inmediaciones las líneas de colectivos: 
- 21 28 71 110 111 117 127 140 169 176

## Galería de imágenes

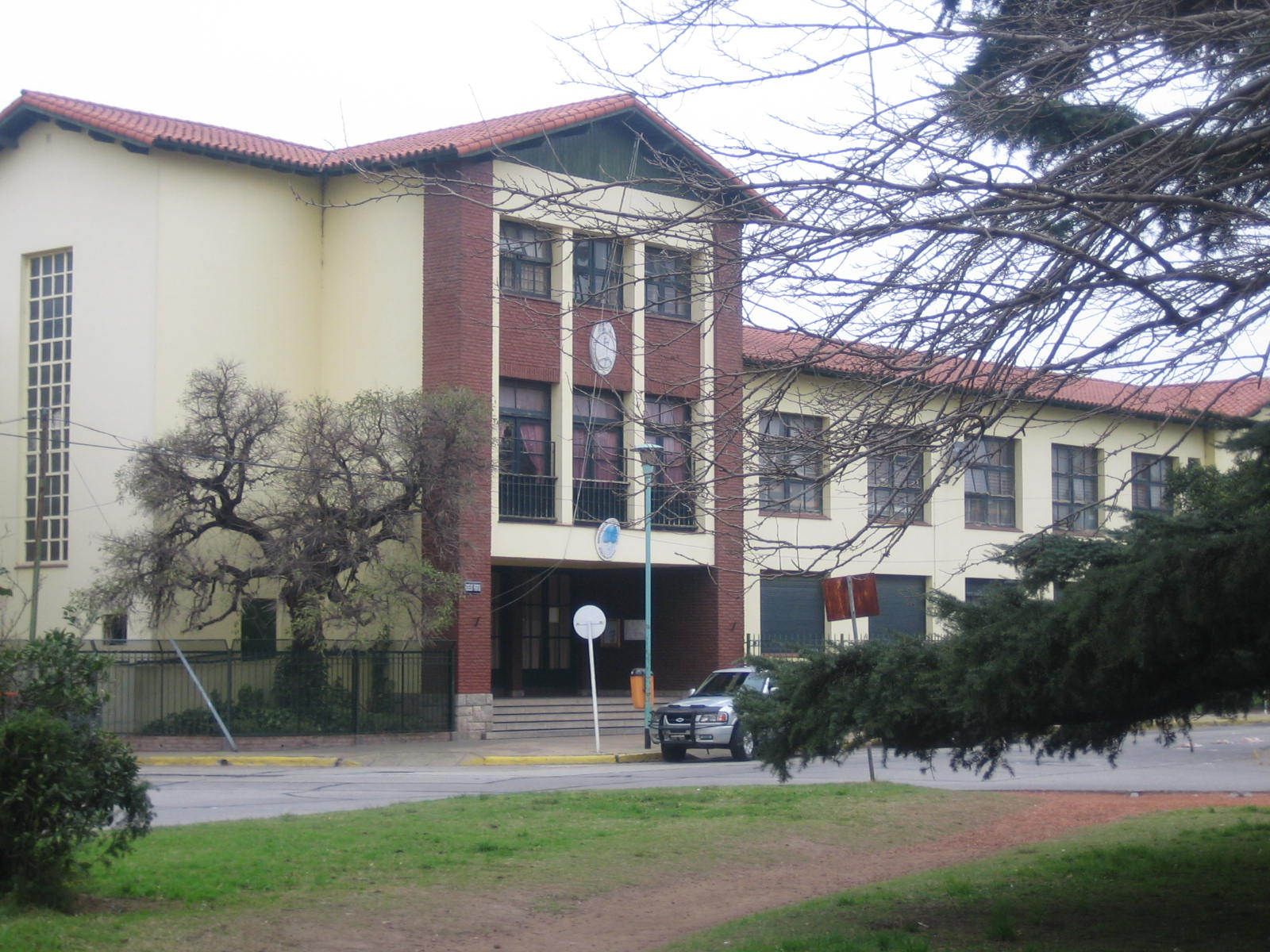
Escuela estatal próxima al Parque.
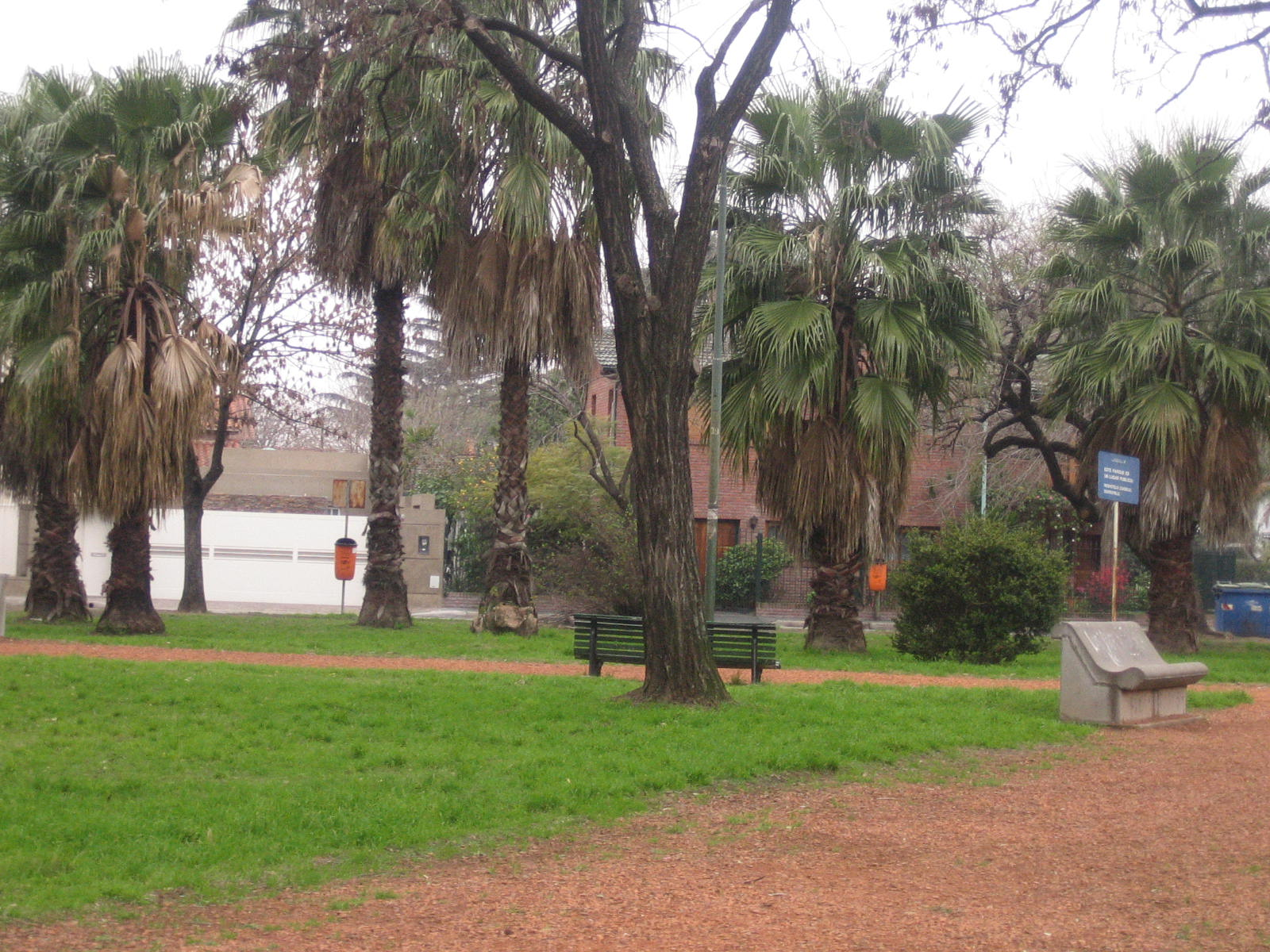
Detalle de una área del parque.